# Prohibition
Pour les articles homonymes, voir Prohibition (homonymie).
 (juillet 2008).
Si vous disposez d'ouvrages ou d'articles de référence ou si vous connaissez des sites web de qualité traitant du thème abordé ici, merci de compléter l'article en donnant les références utiles à sa vérifiabilité et en les liant à la section « Notes et références ».

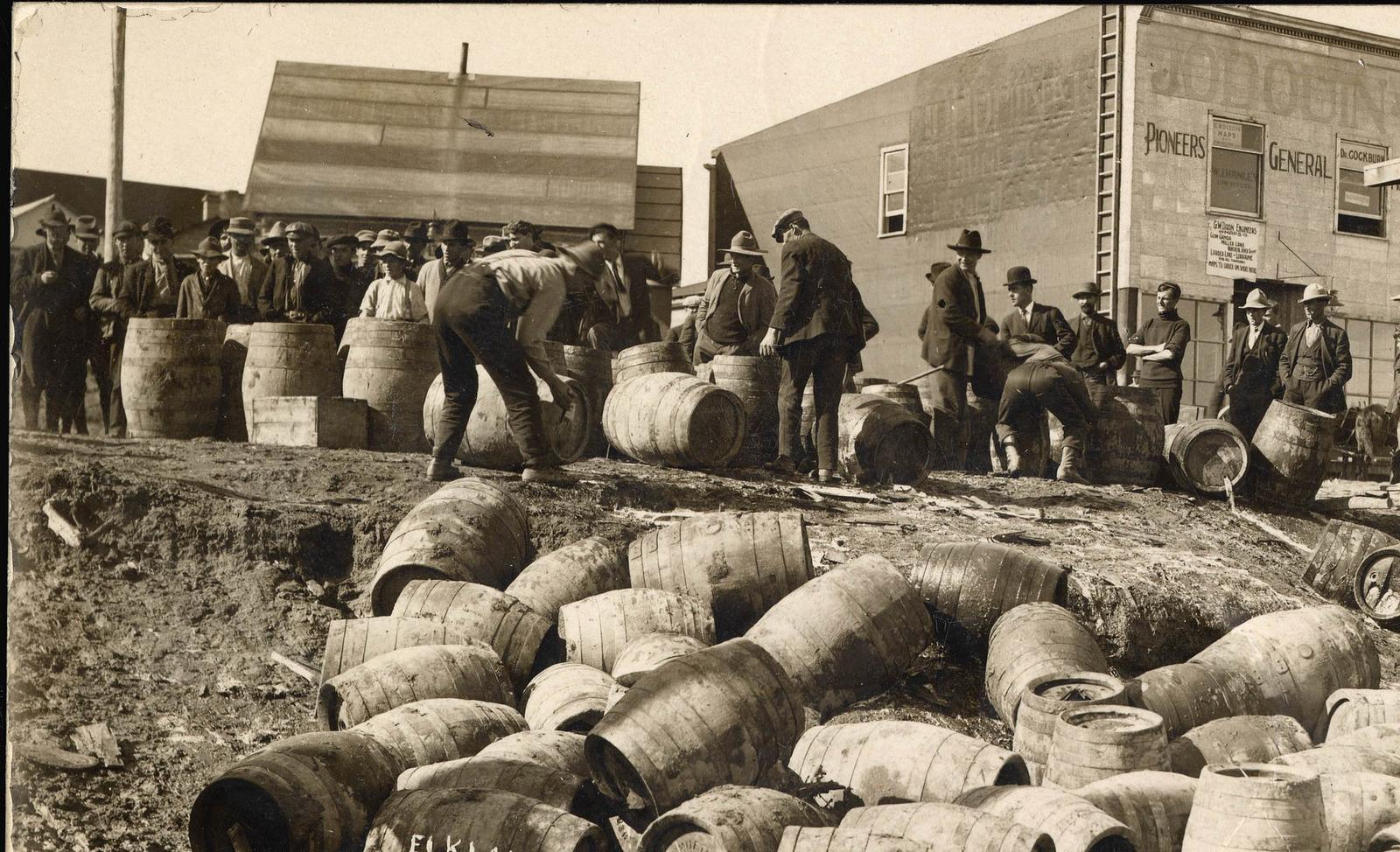
Une descente de police, en 1925, à Elk Lake (James), dans la province de l'Ontario (Canada).

La prohibition désigne surtout la période, de 1920 à 1933 aux États-Unis, pendant laquelle un amendement à la Constitution des États-Unis interdit la fabrication, le transport, la vente, l'importation et l'exportation de boissons alcoolisées,. Si la prohibition atteint dans les premières années ses objectifs de réduction de la consommation, cet effet est immédiatement suivi d'un résultat inverse.
D'autres pays ont adopté des lois de prohibition similaires au début du XXe siècle, notamment la Russie de 1914 à 1925 et la Finlande de 1919 à 1932,. En Nouvelle-Zélande, en 1911, un référendum rejette la prohibition.

## Autres sens de «prohibition»
Lexicalement parlant, la prohibition de quelque chose est son interdiction ou son caractère illégal. Cela n'est pas toujours le fait des lois ou d'un gouvernement, comme les écoles qui, par exemple, peuvent prohiber le port d'objets de valeur.
En ce qui a trait à l'alcool, le terme « prohibition » en langage juridique fait aussi référence aux autres lois interdisant la vente et la consommation d'alcool, en particulier, des lois locales qui ont un effet identique. Le 21e amendement, qui annula la prohibition nationale aux États-Unis, donna explicitement à chacun des États le droit de limiter ou d'interdire l'achat et la vente d'alcool. Cela a mené l'ensemble du pays à une mosaïque de lois par lesquelles l'alcool peut être légalement vendu dans la majorité des villes des États-Unis.
Cependant, environ 201 villes des États-Unis exercent un contrôle sévère ou, encore, ont aboli le droit d'acheter, de vendre ou de produire de l'alcool depuis la fin de la prohibition. En d'autres termes, la prohibition est encore appliquée, selon la loi municipale, dans certaines villes ou comtés americains (les « dry counties »), comme Ashley en Arkansas par exemple[réf. souhaitée]. Les villes qui imposent des restrictions ou ont aboli la vente d'alcool se retrouvent surtout sur la côte Est et au Sud-Est des États-Unis, ainsi qu'en Alaska.

## Dans le monde

### États-Unis
Le premier État à limiter les ventes de boissons alcoolisées est le Maine en 1851. Treize États américains, appelés Dry states (en français : États secs), adoptent en 1855 des mesures établissant la prohibition. Dans les années 1920, un regain d'intérêt pour les « États secs » émerge parmi la population américaine. Ce regain d'intérêt est aussi marqué d'une forte période d'intolérance, laquelle dura environ dix ans (de 1920 à 1930) et ramena à l'avant-scène certains mouvements civils radicaux comme le Ku Klux Klan prenant ouvertement parti en faveur de la prohibition.
La prohibition établie à l'échelle nationale par le 18e amendement de la Constitution des États-Unis fut ratifiée le 29 janvier 1919 puis entérinée par le Volstead Act du 28 octobre 1919. Les mesures de prohibition proprement dites entrèrent en vigueur le 16 janvier 1920, alors que prenait effet le 18e amendement. Le Volstead Act fut ensuite amendé le 17 février 1933 par l'adoption du Blaine Act, autorisant la production et la consommation de boissons peu alcoolisées comme les bières légères ne contenant pas plus de 3,2 degrés d'alcool ou 4 % en volume. Le 18e amendement fut finalement abrogé au cours de la même année, par la ratification du 21e amendement de la Constitution.

#### Origines

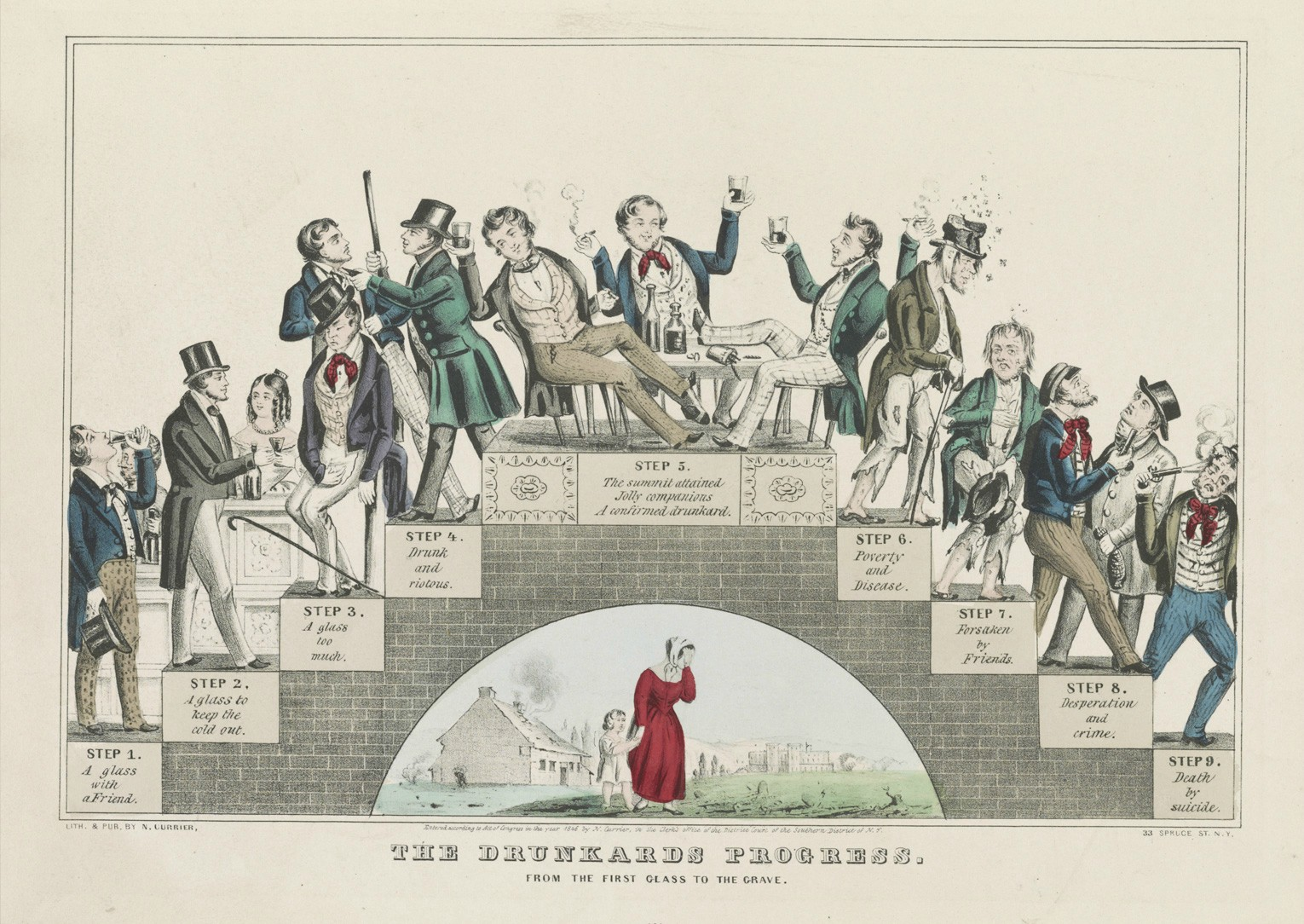
The Drunkard's Progress. - From the first glass to the grave. (la carrière de l'ivrogne — du premier verre à la tombe)
Lithographie de Nathaniel Currier en faveur du mouvement de la tempérance (1846).

Les mesures relatives à la prohibition furent promues et soutenues par plusieurs pasteurs désireux d'élever le niveau de la moralité des citoyens et d'améliorer la vie des plus pauvres d'entre eux. Certaines femmes associant alcoolisme et violences conjugales joignirent leurs voix à celles des pasteurs. Avant d'être force de loi, les mesures de prohibition furent revendiquées par une importante faction du mouvement pour la tempérance, un mouvement social-religieux des plus actifs qui souhaitait aussi que l'alcool soit interdit au Canada. Les premières ligues de tempérance firent leur apparition à la fin du XVIIIe siècle. Dès lors et à partir de 1825, Lyman Beecher, pasteur presbytérien du Connecticut, se mit à haranguer ses concitoyens sur les dangers de l'alcool. La Société américaine de tempérance fut ainsi fondée en 1826 et dès la première moitié du XIXe siècle, l'État du Maine instaura la prohibition. En 1855, douze États avaient rejoint le Maine dans la prohibition totale et formèrent alors le groupe des États dits « secs » (dry states) ; les autres États où les lois de prohibition ne s'appliquaient pas furent qualifiés d'« humides » (Wet states). La Woman's Christian Temperance Union (WCTU) (Association chrétienne des femmes pour la tempérance) créée en 1873 à Evanston, en Illinois, composée uniquement de femmes, avait notamment pour slogan « Lips that touch liquor shall not touch ours » (« Les lèvres qui toucheront de l'alcool ne toucheront pas les nôtres »).
Ces mouvements listent des lieux clairement identifiés, les bars et les saloons, dans lesquels les hommes « s'adonnent à leur vice ». Tout au long de l'année 1870, des femmes organisèrent maintes manifestations à l'entrée de ces lieux dans leur région. La très puritaine WCTU s'intéressa aussi aux grandes préoccupations sociales de l'époque : travail, prostitution, santé publique et droits civiques des femmes. Frances Willard, alors deuxième présidente de la WCTU, milita pour l'émancipation et le droit de vote des femmes de même que pour la prohibition de l'alcool ; ses talents d'organisatrice et d'oratrice firent alors progresser la cause de la prohibition et dès la fin des années 1880 cette association comptait de nombreux lobbyistes à Washington. Les choses évoluèrent à un point tel qu'en 1918, la WCTU comptait quelque 250 000 membres.
De plus, l'ASLA (Anti-Saloon League of America) ou Ligue américaine anti-saloon (en), fondée en 1893 sous la direction de Wayne Wheeler, mobilisa les forces chrétiennes dans le but de promouvoir des lois aux niveaux local et étatique. En 1905, trois États américains avaient déjà interdit l'alcool et, en 1912, le nombre de ces États passa à neuf ; en 1916, la prohibition faisait partie de la législation de 26 des 48 États constituant les États-Unis.
Alors que la plupart des brasseries américaines étaient soupçonnées d'être entre les mains d'intérêts germano-américains, le mouvement prohibitionniste fut encouragé par le sentiment germanophobe prévalant lors de la Première Guerre mondiale et l'alcool ne devait, en aucun cas, détourner les Américains de leur but essentiel : la victoire. Le 22 décembre 1917, le 18e amendement à la Constitution fut proposé à la chambre des représentants et adopté, en 1919, par trente-six des États américains. Le Volstead Act interdit alors la fabrication, la vente et le transport de toutes boissons contenant plus de 0,5 % d'alcool, exception faite pour les breuvages médicaux, du vin pour la messe ou pour les boissons concoctées à la maison. La consommation d'alcool n'étant plus désormais interdite, cet amendement à la loi était tout de même loin de faire l'unanimité, surtout au sein de l'Église catholique. En effet, il est impossible de célébrer une messe catholique sans fabriquer du vin de messe, et donc d'utiliser de l'alcool ; cela a provoqué une forte opposition et a eu des conséquences sur les relations entre l'Église et l'État américain. Ainsi, lors de son mandat de 1921 à 1923, le président Warren G. Harding se voit dans l'obligation d'écrire un communiqué pour rassurer l'Église ainsi que le Vatican, stipulant qu'un quota d'alcool serait attribué à chaque État pour les rites religieux (la majorité des catholiques américains étant alors contre la prohibition).
À partir du Volstead Act, la forte demande en alcool des consommateurs américains ne resta pas sans réponse. L'existence d'un grand marché potentiel suscita l'intérêt du pays voisin, le Canada, ainsi que de l'Europe. Le commerce d'importation, désormais illégal, s'organisa à partir des « têtes de pont » qu'étaient les grandes distilleries canadiennes, celles des possessions britanniques telles que les Bermudes, les Bahamas et du Belize, mais incluant aussi les îles Saint-Pierre et Miquelon, archipel et territoire français où convergeaient les alcools canadiens, français et britanniques ensuite chargés sur les Rum runners pour y être introduits sur le continent américain.

#### Conséquences
Face à cette situation, les forces de l'ordre furent chargées de détruire le matériel des distilleries et des brasseries, puis de mieux contrôler l'entrée des marchandises aux frontières américaines.

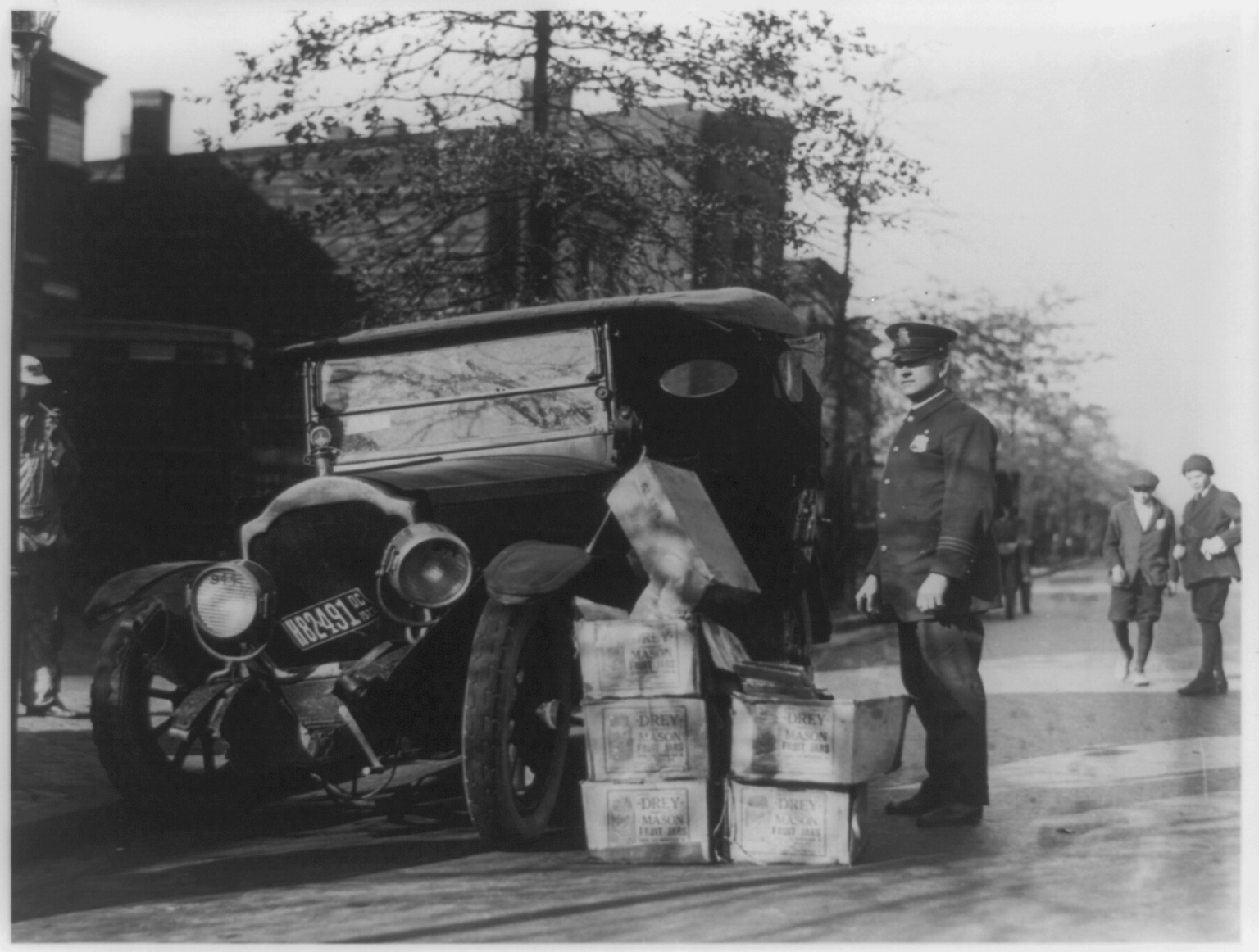
Un policier devant une voiture accidentée et des caisses d'alcool de contrebande à Washington en novembre 1922.

Les effets et les conséquences de cette prohibition furent souvent inattendus. Ainsi, il est arrivé que certains bars se reconvertissent dans la vente de sodas ou de bières sans alcool. Les populations urbaines des États-Unis, en particulier celles du nord-est du pays, résistèrent tant bien que mal à cet interdit : à New York, par exemple, on comptait plusieurs dizaines de milliers de speakeasies (bars clandestins). Les night-clubs, symboles des Roaring Twenties (les Années folles) avec leurs fêtes et l'épanouissement du jazz se multiplièrent, de même que les caves et leurs passages souterrains secrets (comme ceux du « 21 Club » de la 52e rue à New York furent aménagés). Les alcools de contrebande (moonshines) que l'on y vendait provenaient d'alambics clandestins, qui produisaient de l'alcool souvent frelaté, très nocif pour la santé. En outre, il était légalement possible d'obtenir de l'alcool sur ordonnance médicale (whisky médicinal). Hors des États-Unis, plusieurs lieux deviennent très vite d'importantes plateformes de la contrebande d'alcool, comme Nassau, aux Bahamas, mais c'est finalement l'archipel français de Saint-Pierre-et-Miquelon (et notamment la ville de Saint-Pierre) qui devint la plaque tournante de ce réseau de contrebande,. En effet, le petit archipel est idéalement situé au large du Canada tout en appartenant à la France, qui ne connaissait pas la prohibition.
Au cours des années 1890, l'éthanol était souvent le premier carburant utilisé par les automobiles et servait de carburant pour les engins agricoles et les locomotives, soit en Europe ou aux États-Unis. En 1919, des escouades de la police spécialement mandatées détruisirent plusieurs distillateurs d'alcool de maïs, qui servaient aux fermiers à produire de l'éthanol à faible coût. Les dépenses supplémentaires pour se procurer de l'éthanol forcèrent les agriculteurs à se tourner vers le pétrole, bon marché à l'époque, mais évidemment plus cher que leur propre production.
La production d'alcool, tombant aux mains de bandes criminelles ou de fabricants clandestins, échappait alors à tout contrôle et la qualité finale du produit pouvait ainsi varier. Dès lors, de nombreux cas de buveurs atteints de cécité ou de graves et multiples lésions cérébrales, furent répertoriés suivant l'ingestion d'un bathtub gin, concocté à partir d'alcools industriels et autres poisons chimiques. Un incident est lié au brevet médical patent medicine du gingembre de Jamaïque (Jamaica ginger), plus connu sous le nom de « Jake » par ses consommateurs. Ce « médicament » possédait un taux d'alcool particulièrement élevé, permettant à ceux qui le consommaient de contourner la loi interdisant la consommation d'alcool. Alerté, le département du Trésor des États-Unis exigea la modification de la formule de manière à le rendre tout à fait imbuvable. Certains revendeurs, peu scrupuleux, altéraient leur produit en y ajoutant un peu de plastifiant industriel afin de tromper et contourner les résultats des tests gouvernementaux. En conséquence, des dizaines de milliers de victimes furent atteintes de paralysie des mains et des pieds, souvent de manière permanente. La production et distillation amateur de telles liqueurs était également dangereuse pour le producteur lui-même : le matériel utilisé, souvent primitif, pouvait exploser et provoquer des incendies.
Un autre aspect de la contrebande d'alcool était l'importation par voie de mer et le développement de bars-casinos (parfois doublés de bordels) flottants implantés sur des navires ancrés à la limite des eaux territoriales (par exemple le SS Monte Carlo ancré au large de Coronado, qui fit côte le jour de l'an 1936). Des embarcations ultra rapides (les Rum-runners) furent développées par les constructeurs de bateaux de plaisance. La propulsion était assurée par de surpuissants moteurs d'avion V12 Liberty, dont il existait des surplus pléthoriques après la guerre de 14-18.
L'US Coast Guard avait fort à faire dans cette lutte contre les contrebandiers, les « gendarmes » ayant souvent un train de retard sur le plan technique par rapport aux « voleurs ». Cette situation motiva la décision du gouvernement fédéral d'étendre à 12 milles nautiques la limite des eaux territoriales en 1924, ce qui rendait très difficile l'ancrage permanent des sin ships (« navires du péché ») et obligeait les contrebandiers à se procurer des bateaux capables d'affronter la haute mer à grande vitesse.
Les croisières vers Cuba (dites booze cruises ou croisières de la gnôle) connurent aussi un regain de popularité, la consommation et la vente d'alcool redevenant légales hors des eaux territoriales. Le paquebot Morro Castle qui fut victime d'un tragique incendie (peut-être aggravé par l'ébriété de l'équipage) en est un des exemples les plus célèbres.
La distillation sauvage d'écorce de bois était utilisée, entraînant la synthèse du méthanol, qui provoque l'ivresse comme l'éthanol, mais détruit progressivement le nerf optique puis tout le système nerveux. Ces incidents furent provoqués par l'ignorance des propriétés de ce composé, mais certains[Qui ?] affirment que le gouvernement américain serait impliqué dans l'empoisonnement d'alcools industriels, empoisonnant souvent les buveurs volant les produits frelatés de la contrebande. Avec le recul des années, on estime le bilan de la consommation de méthanol à plus d'un millier de morts.
Beaucoup de notables et politiciens américains ont reconnu qu'ils possédaient et consommaient de l'alcool durant la prohibition : le 21 Club de New York était, entre autres, fréquenté par Jimmy Walker, le maire de l'époque. L'antinomie subsistant entre la législation et les pratiques couramment admises de l'époque fait naître et entretient au sein de la population un mépris de taille à l'égard des autorités de l'État, alors vues et considérées comme hypocrites. La satire cinématographique de l'époque prit de multiples formes, incluant des personnages tels les Keystone Cops. Mais les médias rendirent également par contraste des hommages appuyés aux activités et interventions d'Eliot Ness et de son équipe de choc composée d'agents du Trésor, surnommés les Incorruptibles (The Untouchables, en anglais). Une autre exception du même acabit fut celle réunissant le duo Izzy Einstein et Moe Smith (en), agents de la prohibition à New York, simplement désignés « Izzy and Moe ». La presse américaine se faisant dithyrambique, décrivit inlassablement les qualités de ces rares exemples de probité : l'honnêteté proverbiale de Ness alliée à son talent pour les relations publiques et aux méthodes plus excentriques et dissimulées d'Izzy et Moe, cependant tout aussi efficaces.
La Prohibition fournit maintes opportunités pour les ténors du crime organisé qui mirent alors sur pied des filières d'importation, des fabriques ou encore un réseau élaboré de distribution illégale de boissons alcoolisées aux États-Unis, notamment par le biais des speakeasies. À Chicago, les Genna (en), famille d'origine sicilienne, et Al Capone prirent la tête de ces trafics d'alcool et renforcèrent grandement leur empire criminel grâce aux immenses profits générés par les ventes illégales d'alcool. Eliot Ness s'opposa alors à Al Capone dans un combat épique devenu légendaire, sans réussir cependant à faire tomber le criminel pour méfaits graves (vente d'alcool ou meurtre), mais il invoqua les « privilèges indissociables au droit de la personne » pour finalement l'inculper sous le coup d'une loi fédérale, contournant les juridictions législatives (les juges corrompus protégeant Capone au niveau local). Celui-ci fut condamné à la peine maximale prévue pour fraude fiscale (onze ans).
Au total et en définitive, les lois sur la prohibition furent peu appliquées ou inefficaces. Bien qu'il y eût plusieurs arrestations, peu de condamnations s'ensuivirent. Plusieurs facteurs expliquent une telle incurie : les policiers et les juges étaient, pour la plupart, soudoyés et corrompus et l'État fédéral manquait de moyens pour contrôler et appliquer les lois sur la prohibition, les frontières des États-Unis étant trop immenses.
Beaucoup de problèmes sociaux furent engendrés par l'ère de la prohibition. Un marché noir extrêmement rentable et souvent violent de l'alcool se développa. Le trafic illicite d'alcool s'étendit lorsque de puissants gangs réussirent à infiltrer et corrompre les agences dont la mission était justement de veiller à l'application de la prohibition. Les boissons les plus fortement alcoolisées gagnèrent en popularité car leur pouvoir enivrant élevé rendait leur contrebande plus rentable. Enfin, faire respecter la prohibition eut un coût élevé qui, ajouté à l'absence de revenu provenant des taxes légales sur l'alcool (soit environ 500 millions de dollars américains annuellement pour l'ensemble du pays), greva durement les réserves financières des États-Unis.
La prohibition eut un impact notable sur l'industrie légale de l'alcool au sein des États-Unis. Au moment où fut abrogée la loi, seule la moitié des brasseries d'avant la prohibition étaient encore ouvertes et la plupart des petites brasseries artisanales furent alors définitivement éliminées. Ainsi, seules les grandes brasseries industrielles survécurent à la prohibition et la bière américaine en vint dès lors à être méprisée, car elle ne présentait aucun caractère distinctif hormis celui de n'être qu'un produit de consommation de masse. Les connaisseurs de cette boisson se plaignirent alors de sa mauvaise qualité ainsi que du manque de variété de la production. Certains jugent qu'il fallut attendre les années 1980 pour en arriver à considérer qu'un minimum de savoir-faire fut alors récupéré par les brasseurs américains. Le maître-brasseur Fritz Maytag (en) sera alors crédité pour le retour et renouveau de la tradition du brassage de la bière aux États-Unis et la révolution provoquée par le retour des microbrasseries sortit l'industrie brassicole américaine de son impasse et de son état de décadence antérieur.

#### Fin de la prohibition
Les opposants à la prohibition, comme l'Association Against the Prohibition Amendment (en) (AAPA) (Association contre l'amendement de la prohibition), avancèrent plusieurs arguments justifiant leur requête : la limitation des libertés individuelles, l'inefficacité de la loi, le manque à gagner sur les taxes et l'augmentation du chômage débouchant sur la crise économique des années 1930.
En avril 1933, le président Franklin Delano Roosevelt abrogea finalement le Volstead Act qui jusqu'alors justifiait et définissait la prohibition. Cela permit à l’État de lever de nouvelles taxes.
Malgré tout, pendant les dix années que dura la prohibition, la plupart des gouvernements qui se sont succédé s'y sont montrés favorables. Ainsi, en 1929, soit environ dix ans après l'adoption du dix-huitième amendement, le Congrès américain vota et adopta le Jones-Stalker Act ou loi d'alourdissement des peines (en) qui durcissait les sanctions contre les contrevenants à la loi.

### Canada
En 1864, la province du Canada-Uni adopte le Dunkin Act, une loi qui permet à une municipalité d'interdire la vente d'alcool sur son territoire. Les dispositions de la loi sont étendues à l'ensemble du Dominion du Canada en 1878 par la Loi de tempérance du Canada. En 1898, le gouvernement du Canada tint un plébiscite canadien sur la prohibition de l'alcool sur l'ensemble du territoire du pays. La prohibition obtenant à peine treize mille voix de majorité, le premier ministre Wilfrid Laurier ne se sentit pas obligé de la mettre en œuvre, d'autant plus que les électeurs du Québec s'y étaient opposés à plus de 80%, et qu'une part importante du territoire était déjà « sèche » du fait des interdictions municipales et provinciales existantes. En laissant le contrôle au niveau municipal et provincial, certaines villes comme Montréal ont profité de la prohibition. La ville devient une plaque tournante du vice et du divertissement. Dès le début des années 1920, Montréal accueille des milliers de touristes américains à la recherche de plaisir alcoolisé en plus de nombreux Canadien résidant dans des zones sous prohibition. D'ailleurs, Montréal est durant l’ère de prohibition de l’alcool en Amérique du Nord l’une des seules villes sur le continent non régi par une loi sur la prohibition. Ce phénomène explique la raison pour laquelle Montréal attire de nombreux touristes.

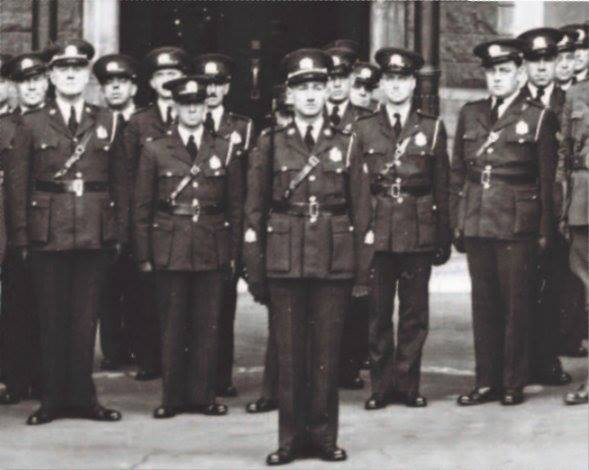
Police des liqueurs à Québec, 1939.

L'écart séparant un Québec très majoritairement anti-prohibition du reste du Canada qui y était majoritairement favorable peut s'expliquer entre autres par le fait que la tempérance était vécue différemment au sein du protestantisme et du catholicisme. Alors que les protestants estimaient que les hommes étaient littéralement à la merci du péché (notamment celui d'abus d'alcool) et ne pouvaient en être protégés que par la puissance publique, les catholiques considéraient plutôt l'homme capable d'atteindre librement son salut, ce qui implique qu'il peut de sa propre volonté se prémunir contre la tentation de l'alcool. Par conséquent, l'implication de l'État n'est pas nécessaire. En outre, le mouvement de tempérance était parfois perçu par les Québécois comme un complot pour diffuser insidieusement des idées et des mœurs protestantes au sein de la communauté catholique,.
C'est la province de l'Île-du-Prince-Édouard qui fut la première à voter une loi en 1900 prohibant l'alcool et la dernière fut le Québec, en 1919, et ce, jusqu'au 1er mai 1921. Toutefois, le Québec ne connut jamais la prohibition absolue puisqu'il était toujours possible de consommer des bières, des cidres et des vins légers, contenant moins de 2,5 % d'alcool.
Les provinces abrogèrent ensuite ces lois au cours des années 1920. Le Québec fut la première province à retirer sa loi de prohibition partielle, et l'Île-du-Prince-Édouard fut la dernière à abroger cette loi en 1948.

### Écosse
Le Scottish Prohibition Party est un parti suivant une ligne prohibitionniste, et il a même eu un député écossais du Parlement du Royaume-Uni, Edwin Scrymgeour (1866-1947) .

### Norvège
La prohibition a été mise en place en Norvège par une loi en 1917, et abolie en 1927 à la suite du rejet du référendum sur le maintien de la prohibition en Norvège.

### La prohibition aujourd'hui
En 2004, plus de 500 villes aux États-Unis exerçaient toujours un contrôle sévère ou une interdiction totale sur l'achat, la vente ou la production d'alcool. Malgré leur côté plus conventionnel, plusieurs de ces villes tiennent périodiquement des référendums sur la question de l'alcool dans les lieux publics (tels les restaurants). En effet, certaines villes, comme Williamsburg (Kentucky), considèrent la vente d'alcool comme une importante source de revenus pour la ville dans le contexte actuel de crise économique. En outre, la population de ces villes reste toujours profondément divisée sur cette question morale.

## Dans la culture populaire
La prohibition a inspiré un certain nombre d'œuvres de fiction, parmi lesquelles :

### Littérature
- 2003: Baccano! série de light novels écrits par Ryōgo Narita

#### Bande dessinée
- 1970 : Sammy créé par Berck et Raoul Cauvin.
- 2000 : Lackadaisy, bande dessinée en ligne racontant l'histoire d'un bar clandestin à Saint-Louis (Missouri) pendant la Prohibition.
- 2013 : Blue Note, les dernières heures de la prohibition créé par Mathieu Mariolle et Mikaël Bourgouin, édition Dargaud.

### Filmographie

#### Cinéma
- 1920 : 

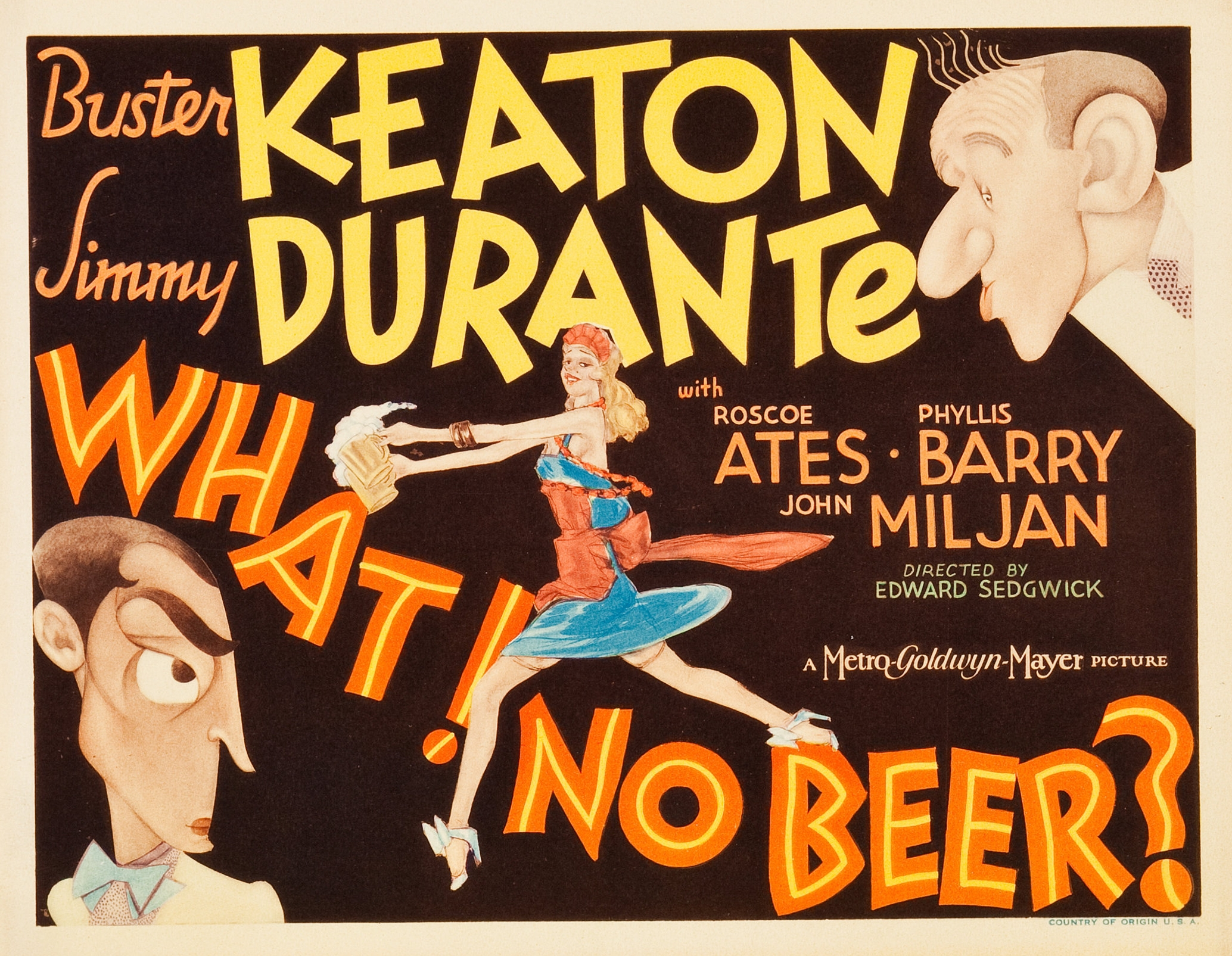
Le Roi de la bière (titre original : What! No Beer?) sorti à la fin de la prohibition en 1933.

  - Ma fille est somnambule de Hal Roach
  - The Six Best Cellars de Donald Crisp
- 1924 : Wine de Louis Gasnier
- 1931 : L'Ennemi public de William A. Wellma.
- 1932 : 
  - Scarface d'Howard Hawks.
  - Prisons d'enfants d'Howard Higgin.
- 1933 : Le Roi de la bière (titre original : What! No Beer?), réalisé par Edward Sedgwick.
- 1934 : L'Ennemi public no 1 de W. S. Van Dyke.
- 1939 : Les Fantastiques Années 20 de Raoul Walsh.
- 1959 : Some Like it Hot (Certains l'aiment chaud), célèbre film de Billy Wilder où les héros, témoins d'une tuerie entre mafiosi, se déguisent en femmes et se cachent dans un orchestre féminin, pour échapper à des gangsters.
- 1967 : L'Affaire Al Capone de Roger Corman.
- 1970 : La Guerre des bootleggers de Richard Quine.
- 1971 : Boulevard du rhum de Robert Enrico.
- 1987 : Les Incorruptibles de Brian De Palma.
- 1984 : 
  - Haut les flingues ! de Richard Benjamin.
  - Il était une fois en Amérique de Sergio Leone.
- 1989 : Les Nuits de Harlem de Eddie Murphy.
- 1990 : Miller's Crossing de Joel et Ethan Cohen.
- 1999 : Perpete de Ted Demme.
- 2012 : Des hommes sans loi de John Hillcoat.
- 2016 : Live by Night de Ben Affleck.

#### Télévision

##### Série
- 1959 : Les Incorruptibles de Quinn Martin.
- 1995 : Sliders, un monde incorruptible.
- 1997 : Homer, le baron de la bière.
- 2007: Baccano!
- 2010 : Boardwalk Empire.
- 2016 : 91 Days.

### Musique
- 1987 : Smooth Criminal clip de Michael Jackson.

### Jeux vidéo
- 2002 : Mafia: The City of Lost Heaven, se déroulant dans une ville fictive inspirée de Chicago, dans les années 30, Tommy Angelo, chauffeur de taxi, se retrouve malgré lui plongé dans le crime organisé à la suite d'une altercation avec la pègre. Initialement réticent, l'appât du gain le mène à participer à la contrebande d'alcool au sein de la ville fictive.
- 2010 : Retour vers le futur, le jeu, une partie de l'action et de l'intrigue se déroule durant la Prohibition, en 1931. Un des protagonistes, Irving « Kid » Tannen, fabrique de l'alcool clandestinement, sous la couverture d'un service distribuant de la soupe aux pauvres.